# مايك كيركباي
مايك كيركباي (بالإنجليزية: Mike Kirkby)‏ هو جغرافي وباحث بريطاني، ولد في 6 مايو 1937.

## وصلات خارجية
- الموقع الرسمي